# Josef Kisch
Josef Kisch (28. října 1912 — 12. listopadu 1948) byl nacistický zločinec, dozorce v koncentračním táboře Mauthausen-Gusen.
Kisch byl příslušníkem Waffen-SS, kde dosáhl hodnosti SS-Rottenführer. Od září 1943 sloužil v koncentračním táboře Mauthausen, zpočátku byl strážným v Gusenu. Pak, od prosince 1943 do února 1944, působil jako vedoucí bloku (Blockführer) v hlavním táboře. Odtud byl odvelen do pobočného tábora Großraming. Poté byl 10. září 1944 přidělen do pobočky zabývající se delaborací bomb v Linci. V té době sloužil šest týdnů v pobočném táboře St. Valentin a v polovině března 1945 se vrátil ke službě v hlavním táboře. Kisch se aktivně podílel na vraždě 47 spojeneckých letců ve dnech 1.-4. září 1944 v Mauthausenu.
Kisch byl souzen v procesu táborovými dozorci v Mauthausenu (US vs. Johann Haider a další) před americkým vojenským tribunálem v Dachau. Byl odsouzen k trestu smrti oběšením, popraven byl 12. listopadu 1948 ve vězení Landsberg.